# Luis Guillermo Lumbreras
Luis Guillermo Lumbreras Salcedo (Ayacucho, 29 de julio de 1936-Lima, 9 de noviembre de 2023) fue un antropólogo, arqueólogo y educador peruano. Reconocido por impregnar una nueva perspectiva a la arqueología con valiosos aportes, no solo en el aspecto descriptivo y analítico, sino también en el plano teórico de la definición de la arqueología peruana. Fue el impulsor de la llamada arqueología social, que no se limita a la recopilación de datos, sino que participa del desarrollo y la integración de la sociedad. Planteó la teoría hologenista sobre el origen de la cultura en el Perú, que sostiene que en ella actuaron tanto elementos propios o autóctonos, como foráneos.

## Biografía
Luis Lumbreras nació en la ciudad de Huamanga, el 29 de julio de 1936, en el seno de una familia acomodada. Fue hijo del abogado, hacendado y congresista ayacuchano, Elías Lumbreras Soto, y de la profesora de Matemáticas, Rosa María Salcedo.
A temprana edad se trasladó a Lima, para cursar su educación primaria en el Colegio Sagrados Corazones Recoleta, de 1944 a 1949; y la secundaria en el Colegio Antonio Raimondi, de 1950 a 1954. En este último colegio tuvo como profesor al doctor Carlos Radicati di Primeglio, que fue quien le incentivó el gusto por la historia antigua y la visita a los lugares arqueológicos, afición que ya tenía desde sus días de infancia en Ayacucho. Durante esa época escolar formó con otros compañeros un círculo de estudios llamado “Antonio Raimondi”, que brindaba al público conferencias sobre la historia del Perú. Por ese tiempo conoció también a Antonio Choy, que lo acercó al estudio del marxismo.
En 1955 ingresó a la Universidad Mayor de San Marcos, con el propósito de seguir periodismo o política. Pero su afición por el pasado prehispánico lo indujo a asistir al curso de Arqueología Peruana que dictaba el doctor Jorge C. Muelle, quien le encargó estudiar las colecciones que Julio C. Tello había hecho en Wari. Al terminar este trabajo, un año después que entrara a la universidad, ya se había decidido por seguir Arqueología. Tuvo también por docentes a Raúl Porras Barrenechea, Luis E. Valcárcel, José Matos Mar, y a profesores visitantes como John Murra, John Rowe y Juan Comas. Sus compañeros de estudios fueron Rosa Fung Pineda, Ramiro Matos Mendieta, Isabel Flores, Duccio Bonavia, entre otros. En 1959 se graduó de bachiller y doctor en Etnología y Arqueología.
En 1958 inició su carrera docente en la Universidad Nacional de Educación Enrique Guzmán y Valle. En 1963 retornó a su ciudad natal como catedrático de la recién reabierta Universidad Nacional de San Cristóbal de Huamanga, donde fundó la primera Facultad de Ciencias Sociales del Perú, cuyo decanato ejerció en 1965.
En 1966 pasó a ejercer la docencia en la Universidad de San Marcos, en la que se mantuvo hasta 1988. Junto con Pablo Macera y Aníbal Quijano, impulsó la creación de su Facultad de Ciencias Sociales. Ejerció también la dirección del Museo de Arqueología y Etnología de dicha casa de estudios (1968-1972). También enseñó en la Universidad Nacional Agraria La Molina (1966-1967). Fue profesor emérito de las universidades de San Marcos y San Cristóbal de Huamanga.
Fue director del Museo de Antropología y Arqueología (1973-1978) y presidente del Museo de la Nación (1990). En 1982 fundó el Instituto Andino de Estudios Arqueológicos (Indea), una institución académica cuyo propósito es reunir a los arqueólogos del área andina y que publica la Gaceta Arqueológica Andina.
Fue designado consultor de arqueología en la UNESCO para diversos proyectos. En 1994 fue asignado como consultor del Banco Interamericano de Desarrollo (BID).
En 1994 viajó a Alemania como becario de la Fundación Alexander von Humboldt, realizando investigaciones para el Instituto Arqueológico Alemán. En 1995 viajó a Brasil, donde participó en el proyecto de creación de una universidad experimental en Río de Janeiro, la Universidad Estatal del Norte Fluminense, desarrollada según un proyecto del antropólogo Darcy Ribeiro y organizada como un centro de investigadores para estudiantes de postgrado, con programas que toman en cuenta las necesidades laborales de la región.
Luego de una década de ausencia retornó a su patria, donde retomó sus proyectos de investigación en el valle de Chincha. Volvió también a la Universidad de San Marcos, como catedrático de postgrado de la Facultad de Ciencias Sociales.
En agosto de 2002, durante el gobierno del presidente Alejandro Toledo fue nombrado director del Instituto Nacional de Cultura (INC), cargo que cumplió hasta el final de dicho gobierno. Dio prioridad al inicio de funciones de las Casas de la Cultura, y proyectó a largo plazo la instauración del Ministerio de Cultura, lo cual se concretó en el siguiente gobierno, en 2010. También fue ferviente impulsor del nuevo Museo Nacional del Perú, MUNA, que sería inaugurado en 2021, por el Bicentenario de la independencia.
En 2005 fue elegido miembro del Comité de Patrimonio de la Humanidad, organismo de la UNESCO que se encarga de declarar, proteger y preservar el patrimonio natural y cultural de la humanidad.
Fue consultor para la Evaluación del Estado de Conservación e Investigación del Parque Arqueológico de Saqsaywaman, y para la creación del Museo del Tawantinsuyu en el Cusco.
En 2015 formó parte de la secretaría técnica pro tempore del proyecto Qhapaq Ñan del Ministerio de Cultura.

## Labor arqueológica
Lumbreras realizó trabajos de investigación en los Andes centrales (Wari), septentrionales (Chavín) y meridionales (relacionados con el aprovechamiento económico de los pisos ecológicos).
Su primer trabajo arqueológico se concentró en las ruinas de Wari, y en otros sitios aledaños cerca de Ayacucho. Estos estudios, realizados en la primera mitad de la década de 1960, le llevaron a plantear la existencia del primer imperio panandino, es decir, que abarcaba gran parte del área andina, el cual sería el imperio Wari. Esta tesis ha sido ampliamente aceptada por la comunidad científica.
En 1966, empezó sus excavaciones en Chavín de Huántar, donde descubrió el contexto arqueológico más importante recuperado hasta ahora en un recinto subterráneo anexo a la plaza circular del Templo Viejo, conocido como la “Galería de las Ofrendas”. En años posteriores continuó estudiando el yacimiento, junto a John W. Rick y Rosa Mendoza.

## Aportes teóricos

### Arqueología social
Lumbreras ha hecho valiosos aportes en la arqueología peruana, no solo en el aspecto descriptivo y analítico, sino también en el plano teórico. Fue el impulsor de la llamada arqueología social, de inspiración marxista, la cual no se limita a la recopilación de datos, sino que se proyecta hacia el futuro para servir al desarrollo y la integración de la comunidad. Este nuevo enfoque de la arqueología ha sido reconocido internacionalmente y se le conoce también como “arqueología social latinoamericana”.

### Periodificación del desarrollo cultural andino
Oponiéndose al esquema de periodificación cultural del Antiguo Perú de John Rowe en horizontes e intermedios, inspirados en el desarrollo del arte, Lumbreras propuso una nueva periodificación basada en procesos socioeconómicos, la que ha tenido bastante respaldo:
- Periodo Lítico andino
- Periodo Arcaico andino
- Periodo Formativo andino
- Desarrollo regional
- Imperio wari
- Estados regionales
- Imperio incaico (Tahuantinsuyo)

### Teoría hologenista
Planteó la teoría hologenista para zanjar la prolongada discusión acerca de los factores que contribuyeron al origen de la civilización andina. Frente al autoctonismo que sostenía un origen autóctono o nativo, y el difusionismo que defendía un origen foráneo, Lumbreras consideraba que la cultura andina tiene raíces evolutivas propias, pero que a la vez recibió algunas influencias y aportes externos.
Al hologenismo se le llama también "neoautoctonismo", pues resalta la evolución cultural interna de la cultura andina. Esta sería el resultado del esfuerzo y creatividad de los hombres del Ande, desde su llegada a suelo peruano en época remota, el Periodo Lítico andino. Ello no excluye la posibilidad de que algunos aportes hayan llegado desde otras áreas culturales del continente (como podría ser el cultivo del maíz y la cerámica).

## Publicaciones
- De los pueblos, las culturas y las artes del antiguo Perú (1969), traducido al inglés en 1974 por Betty Meggers,[5] y que se convirtió en texto de lectura obligatoria en los cursos de arqueología andina en las universidades estadounidenses. Ha merecido varias reediciones.[11] En su última edición actualizada, varió su título a Pueblos y culturas del Antiguo Perú.[12]
- Los templos de Chavín (1970)
- De los orígenes del Estado en el Perú (1972)
- La Arqueología como ciencia social (1974), reeditado en La Habana y México.
- The Peoples and Cultures of Ancient Peru (Washington, 1974; Tokio, 1976)
- Las fundaciones de Huamanga (1975)
- Arte precolombino (3 volúmenes, 1977-1979)
- El arte y la vida Vicús (1979)
- Los orígenes de la guerra y el ejército en el Perú (1980), en colaboración con Leonor Cisneros, en el primer tomo de la Historia general del ejército del Perú.
- El imperio Wari (1980), parte del segundo tomo de Historia del Perú, Editorial Juan Mejía Baca.
- Arqueología de la América andina (1981), una aproximación a una síntesis del desarrollo cultural prehispánico en Latinoamérica.
- Las sociedades nucleares de Suramérica (Caracas, 1983), cuarto tomo de la Historia general de América.
- Les Andes de la prehistoire aux Incas (París, 1985), en colaboración con Danièle Lavallée.
- The Archaeology of Andean America (editada por la UNESCO, 1989)
- Chavín de Huántar en el nacimiento de la civilización andina (1990)
- Chavín de Huántar. Excavaciones en la Galería de las Ofrendas (1993).
- Violencia y mentalidad colonial en el Perú. Fundamentos para una critica de la razón colonial. (2006).
- Breve Historia General del Perú (Ed. Planeta, 2023).
- El imperio Wari (Ed. Planeta, 2024).

## Premios y reconocimientos
- 1970, Premio Nacional de Cultura.
- 1993, Premio a la Investigación Científica, por la Fundación Humboldt (Bonn).[6]
- 1996, Premio Nacional a la Investigación Científica.
- 2005, Orden a las Artes y las Letras, por el gobierno de Francia. [6]
- 2011, Personalidad Distinguida de la Cultura, por el Ministerio de Cultura del Perú.[8]
- 2013, Premio de Excelencia en la Arqueología Latino Americana y del Caribe, por la Sociedad Americana de Arqueología de los Estados Unidos (Washington D. C.).[6]
- 2014, doctorado honoris causa, por la Universidad Mayor de San Andrés en La Paz, Bolivia.